# Liste der Bodendenkmale in Aschersleben
In der Liste der Bodendenkmale in Aschersleben sind alle Bodendenkmale der Stadt Aschersleben und ihrer Ortsteile aufgelistet. Grundlage ist die Veröffentlichung der Landesdenkmalliste mit Stand vom 25. Februar 2016.  Die Baudenkmale sind in der Liste der Kulturdenkmale in Aschersleben aufgeführt.
| Denkmal-ID | Fundart             | Ortsteil          | Bezeichnung                             | Zeitstellung       | Lage                                                                                     | Bemerkungen | Bild                                           |
| ---------- | ------------------- | ----------------- | --------------------------------------- | ------------------ | ---------------------------------------------------------------------------------------- | --- | ---------------------------------------------- |
| 428300352  | Befestigung > Burg  | Aschersleben      | Spornburg „Widdingsburg“                | Mittelalter        | 2 km O der Stadt, Straße nach Schierstedt (Lage)                                         | Burggelände möglicherweise durch Straßenneubau gestört. Luftbild zeigt noch Untergrundspuren. An Oberfläche deutliche Geländeunebenheiten. |                                                |
| 428300351  | Befestigung > Burg  | Aschersleben      | Spornburg „Alte Burg“                   | Mittelalter        | SW-Stadtrand (Lage)                                                                      | Gebogener Hauptwall mit rundem Turmstumpf. Westseite ca. 4 m, Südostseite gebogen nach West mit rundem Turmrest (Mauerdicke ca. 3 m), innerhalb Tiergehege eingebunden – von Nord kommender Hauptwall bis 8 m hoch.                                  |                                                |
| 428311112  | Befestigung         | Aschersleben      | Befestigung                             | Mittelalter        | im Ort „Burggarten“ ()                                                                   | Unterhalb der Burg, Stadtbefestigung, Gräben zum großen Teil verfüllt. |                                                |
| 428311114  | Befestigung         | Aschersleben      | Befestigung, Bastion (Stadtbefestigung) | Mittelalter        | im Ort an der Darre (Lage)                                                               | Stadtbefestigung/Bastion Mitte 15. Jh. – Anbau des ehemaligen Untersuchungsgefängnisses (heute Stadtarchiv, An der Darre 11) |                                                |
| 428310206  | besonderer Stein    | Aschersleben      | Steinkreuz                              | undatiert          | südöstl. im Ort, Lindenstraße 49 (Hofbereich) (Lage)                                     | Sandsteinkreuz mit 2 Eisenringen. Schräg nach Süden gekippt. | Aschersleben Lindenstrasse 49 Steinkreuz       |
| 428310207  | besonderer Stein    | Aschersleben      | 2 Steinkreuze                           | Mittelalter        | südöstl. im Ort an der Mehringer Straße (Lage)                                           | Bemoost und mit Flechten bewachsen. Beidseits eines Weges. Westl. Kreuz 1: Buntsandstein, zerbrochen und durch Eisenklammer zusammengehalten. Östl. Kreuz 2 : wohl aus Kalksinter.                                                                   | Aschersleben Mehringer Strasse Suehnekreuze-01 |
| 428310204  | besonderer Stein    | Aschersleben      | Findling (besonderer Stein?) kein OBD   | undatiert          | nördlich des Ortes, direkt neben dem Feldweg, vermutlich frisch ausgepflügt ()           | Zufällig entdeckt, vermutlich erst vor kurzer Zeit ausgepflügt; Direkt an einem Feldweg bzw. am Ackerrand. Vermutlich Quarzit, ca. 90 × 85 cm. |                                                |
| 428300355  | besonderer Stein    | Aschersleben      | Menhir „Speckseite“ auf Grabhügel       | Neolithikum        | O-Stadtrand, Straße nach Schierstedt (Lage)                                              | Grabung 1932 (Paul Grimm), 1,90 m hoher Menhir (Quarzit) auf Grabhügelrest, 1 m steckt im Boden, ungefähr 2,90 m insgesamt. In Ostseite sind Nägel eingeschlagen. Breite: 1,9 m; Dicke: 0,2 m.                                                       |                                                |
| 428311116  | besonderer Stein    | Aschersleben      | Menhir „Die blaue Gans“                 | undatiert          | nördl. der Stadt (Lage)                                                                  | | Blaue Gans Vorderseite                         |
| 428311113  | Grabmal > Grabhügel | Aschersleben      | Grabhügel                               | Mittelalter        | N vom Ort „Blauer Warte“ (Lage)                                                          | Durchmesser 30–40 m, Höhe ca. 1,5 m. |                                                |
| 428300356  | Grabmal > Grabhügel | Aschersleben      | Grabhügel „Grüner Hügel“                | Neolithikum        | 2,0 km NO der Stadt (Lage)                                                               | bei Haupthügel durch Tierbaue kleinere Hügel herum entstanden. In Ortslage Hügel ca. 1 m langer, 0,25 * 0,25 m großer Stein, evtl. ‚Menhir‘. |                                                |
| 428300354  | Grabmal > Grabhügel | Aschersleben      | Hügel „Arnstedter Warte“                | Mittelalter        | 2,5 km S der Stadt (Lage)                                                                | Turm nicht erhalten, leichte Erhebung mit starker Verbuschung und Verunratung, viele Tierbaue. An Südseite eine Wild-Futterkrippe. |                                                |
| 428300353  | Grabmal > Grabhügel | Aschersleben      | Hügel „Staßfurter Warte“                | Mittelalter        | 4,5 km NW der Stadt (Lage)                                                               | Turm erhalten – am Turmfenster ist ein Stahlseil befestigt, Einsteige? |                                                |
| 428300357  | Grabmal > Grabhügel | Aschersleben      | Grabhügel „Dreihügelberg“               | Neolithikum        | 2,0 km S der Stadt ()                                                                    | Landschaftsprofil lässt Geländehügel erkennen, durch Maschinenackerbau stark deformiert. Eine der Hügelhöhen zeigt Zerstörung einer darunter liegenden Kalksteinbank. Es könnten hier Grabhügel gestanden haben.                                     |                                                |
| 428300358  | Grabmal > Grabhügel | Aschersleben      | Grabhügel                               | Neolithikum        | 1,0 km S der Stadt, W der B 180 ()                                                       | auf dem Denkmalfundament, Westseite möglicherweise durch Ausbau Birkenweg beeinträchtigt (Hangeintiefung), Grabhügel war früher ein Denkmalplatz, auf Hügelkuppe Granittreppen                                                                       |                                                |
| 428300601  | Befestigung > Burg  | Freckleben        | Spornburg                               | Mittelalter        | SO-Ortsrand, siehe auch Wallanlagen 428311126 (Lage)                                     | Im Zentrum der Anlage mittelalterliche Burg, von Gutsbauten des 18. bis 19. Jh. verändert, Wallanlagen im S u. O der Vorburg siehe 428311126! Unter Schutz seit 1. Oktober 1964. Burgverein seit 2000, Wohngebäude, Umbauarbeiten werden angestrebt. |                                                |
| 428311126  | Befestigung > Wall  | Freckleben        | Wallanlagen, Burg Freckleben            | undatiert          | T1-Fundstelle, gehört offensichtlich zur Burg Feckleben (Fpl. 3) siehe: 428300601 (Lage) | Wallanlagen gehören zur Burg Freckleben (Fpl. 3) |                                                |
| 428311128  | besonderer Stein    | Freckleben        | Meilenstein Freckleben                  | Neuzeit (ab ~1500) | an der Landstr. K2330 vor den Bahngleisen (Lage)                                         | Meilenstein (1 Meile), Säule, zylindrisch, Durchmesser 0,45–0,48 m, Höhe ca. 0,85 m über Boden, stark angewittert |                                                |
| 428311127  | Grabmal > Grabhügel | Freckleben        | Grabhügel – kein OBD                    | undatiert          | südlich v. Ort ()                                                                        | nicht zu lokalisieren, offensichtlich überpflügt |                                                |
| 428300372  | Befestigung > Burg  | Klein Schierstedt | Burgwall „Alte Burg“                    | Mittelalter        | 0,5 km SW vom Ort (Lage)                                                                 | Gelände wirkt wie Hochebene über Wippertal (Geländesporn), welches im Nordwesten durch die Bahnstrecke Güsten–Drohndorf verändert wurde. In Südlage an der Oberfläche einige hausartige Eintiefungen mit zerfallenen Steinlagen festzustellen.       |                                                |
| 428300373  | Grabmal > Grabhügel | Klein Schierstedt | Grabhügel „Galgenberg“                  | Neolithikum        | 0,8 km NW vom Ort (Lage)                                                                 | Auf dem Hügel steht gemauerte Galgensäule. Hügel ca. 4 m hoch, Durchmesser 24 m. |                                                |
| 428300380  | Befestigung > Burg  | Westdorf          | Talrandburg „Hodeburg“                  | Mittelalter        | 1,2 km SW von Ort (Lage)                                                                 | Burghügel mit westlich vorgelagertem Vorburgbereich über den steilen Hängen des Einetales. Südseite des Vorburgbereiches lässt Reste eines Walles erkennen. Nördlich ist der Burg- bzw. Vorburgbereich durch Steilhänge sicher.                      |                                                |